# Kostel Narození Páně (Praha)
Kostel Narození Páně v Praze-Hradčanech je barokní kostel v areálu Pražské Lorety. Nachází se uvnitř nádvoří Lorety v sousedství ústředního objektu - Loretánská kaple Panny Marie.

## Dějiny

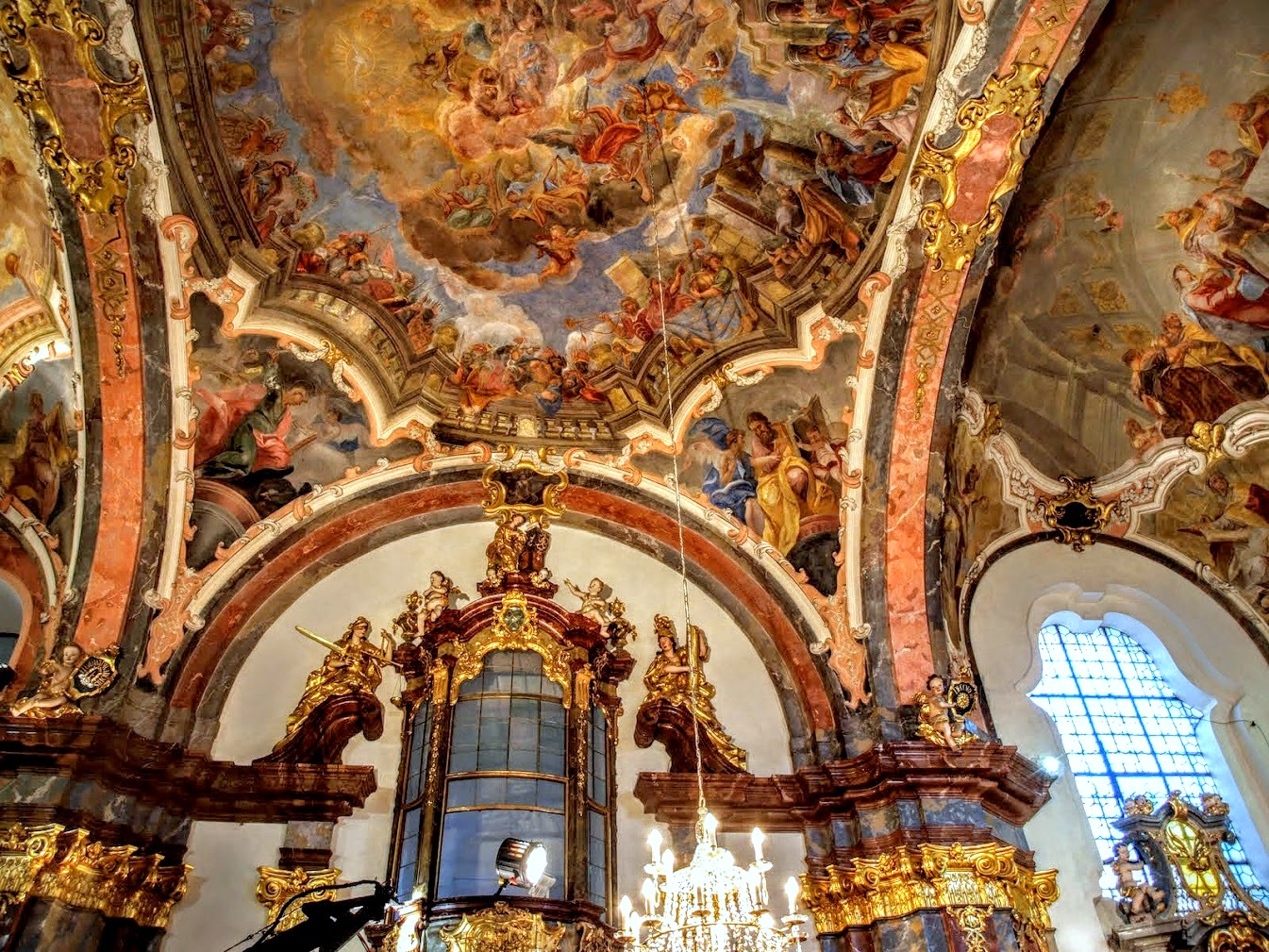
Barokní výzdoba v interiéru kostela Narození Páně

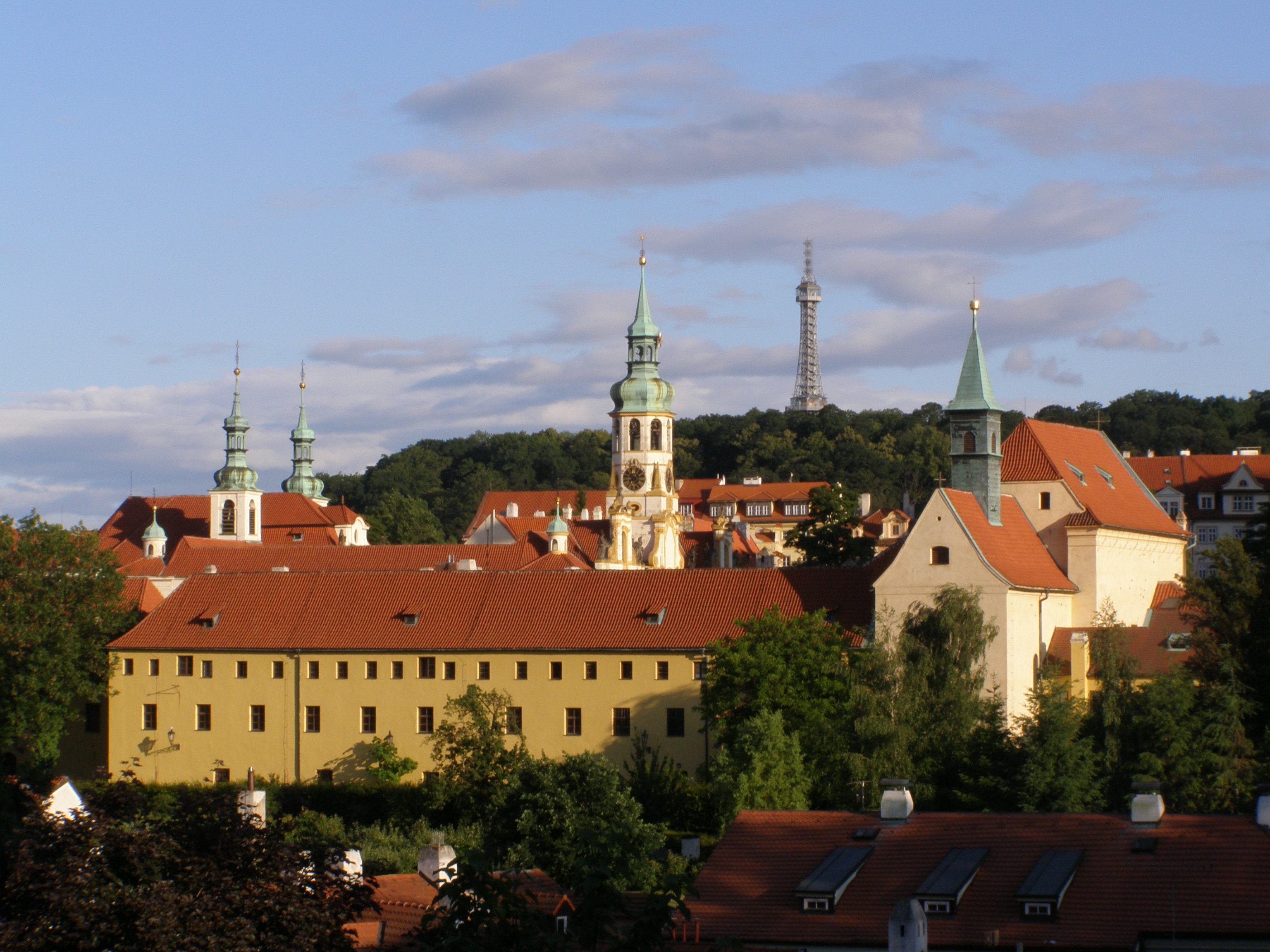
Zleva: Kostel Narození Páně, věž se zvonkohrou a kapucínský kostel

Kostel Narození Páně je budova, která vznikla jako poslední z celého areálu Pražské Lorety, v letech 1722–1737. Vznikl rozšířením původní kaple sv. Anny. Autorem stavebního návrhu je Kilián Ignác Dientzenhofer, na stavbě se kromě něho podílel také Jan Jiří Achbauer. Na hlavním oltáři je starobylý obraz Adorace Páně.
Areál je krytou chodbou spojen s klášterem kapucínů při kostele Panny Marie Andělské, který je správcem Lorety.
Autorem cenné fresky nad kůrem uvnitř kostel je Václav Vavřinec Reiner. Rokokové malby jsou dílem A. Kerna, a plastiky andílků na bočních oltářích od Richarda Jiřího Prachnera.